# Valencia, Guanajuato
Valencia är en ort i Mexiko.   Den ligger i kommunen Santa Cruz de Juventino Rosas och delstaten Guanajuato, i den centrala delen av landet, 230 km nordväst om huvudstaden Mexico City. Valencia ligger 1 763 meter över havet och antalet invånare är 337.
Terrängen runt Valencia är platt åt sydost, men åt nordväst är den kuperad. Runt Valencia är det tätbefolkat, med 411 invånare per kvadratkilometer. Närmaste större samhälle är Cortazar, 18,2 km söder om Valencia. Trakten runt Valencia består till största delen av jordbruksmark.